# Ander Martínez
Ander Martínez de la Orden (Madrid, 27 de junio de 1995), más conocido como Ander Martínez, es un exjugador de baloncesto español. Con 1.99 de estatura, su puesto natural en la cancha era la de alero. 

## Trayectoria
Formado en la cantera de Club Baloncesto Estudiantes y tras llegar al equipo de Liga EBA en el que jugó durante dos temporadas, en la temporada 2014-15 disputó 7 partidos con el primer equipo de Club Baloncesto Estudiantes en Liga Endesa, además de realizar una gran temporada en el filial de liga EBA, donde terminó con unos interesantes números de 15.8 puntos, 5.8 rebotes y 1 asistencia por partido, añadiendo a ello unos porcentajes del 45% en tiros de 2 puntos y 36% desde más allá del 6.75.
En la siguiente temporada, el alero se marchó a cedido a Orense para jugar en Liga LEB Oro, tras proclamarse subcampeón de Europa con la selección española sub-20 en 2015.
En 2016, firma con el Real Canoe con el que consigue subir en la Liga LEB Plata al término de la temporada 2016-17 y en la siguiente temporada, lograría el ascenso a la Liga LEB Oro.
En verano de 2018, renueva con el conjunto madrileño, tras ser pieza clave en los sendos ascensos consecutivos de categoría.
El 14 de julio de 2021, el jugador firma por el San Sebastián Gipuzkoa Basket Club para disputar la temporada 2021-22 en la Liga LEB Oro.
Al término de la temporada 2024-25, se retira del baloncesto profesional.

## Clubs
- Categorías inferiores. Estudiantes.
- 2011-12 Club Baloncesto Estudiantes. Junior.
- 2012-13 Club Baloncesto Estudiantes. Junior. Disputa 17 partidos en EBA
- 2013-14 Club Baloncesto Estudiantes. Liga EBA.
- 2014-15 Club Baloncesto Estudiantes Disputa 7 partidos en Liga Endesa
- 2015-16 Club Ourense Baloncesto. Liga LEB Oro.
- 2016-2021 Real Canoe Natación Club Baloncesto Masculino. Liga LEB Plata y Liga LEB Oro
- 2021-2025 San Sebastián Gipuzkoa Basket Club. Liga LEB Oro

## Palmarés
- 2015. España. Europeo Sub-20, en Lignano Sabbiadoro (Italia). Plata.